# La Hija de Karonte
La Hija de Karonte (nacida en Monterrey, Nuevo León el 12 de abril de 1990) es un luchadora profesional mexicana. Actualmente trabaja para la empresa Lucha Libre Unida y Lucha Libre Femenil en Nuevo León, donde es la actual Campeona Junior de la LLF. 

## Carrera

### Circuitos Independientes (2008-presente)
La Hija de Karonte debutó como luchadora profesional el 23 de agosto de 2008 en el Club Deportivo Alianza de Monterrey, Nuevo León, siendo apadrinada por el luchador Blue Fish. En su lucha de debut, hizo equipo con Beto Alcalá, venciendo a Perla Negra y Rebelde. El 12 de julio de 2009, La Hija de Karonte ganó el Campeonato Femenil del Estado de Nuevo León tras vencer a Polly Star en la Arena Femenil, luego de que una semana antes fracasó en su intento por obtener dicho título. Sin embargo, el 31 de julio luchó con Lady Puma en un match de "Campeonato vs. Campeonato" en donde estaban en juego el Campeonato Femenil del Estado de Nuevo León de La Hija de Karonte y el Campeonato Junior de la LLF de Lady Puma, acabando cuando Angélica y Perla Negra ingresaron al ring y golpearon a ambas campeonas, por lo que el referí decretó un empate y cambió simultáneo de los títulos.
El 14 de agosto de 2009 en la Arena Femenil se realizó un Fatal Four Way Ladder Match por los Campeonatos Femenil del Estado de Nuevo León y Junior de la LLF entre Angélica, La Hija de Karonte, Lady Puma y Perla Negra. Al final de la lucha, Perla Negra recuperó el Campeonato Junior de la LLF y La Hija de Karonte recuperó el Campeonatos Femenil del Estado de Nuevo León.

## En lucha
- Movimientos finales
  - Arm Trap Single Leg Boston Crab
  - Backcracker
  - Cangrejo
  - Cattle Mutilation
  - Paquete Total
- Movimientos finales de firma
  - Estacas Indias
  - Neckbreaker Slam
  - Palanca al Brazo
- Apodos
  - "HK"
  - "La Princesa de las Tinieblas"

## Campeonatos y logros
- Lucha Libre Femenil
  - Campeonato Femenil del Estado de Nuevo León (2 veces)
  - Campeonato Junior de la LLF (2 veces, actual)